# Джабир Дерала
Джабир Мемеди Дерала (на македонска литературна норма: Џабир Мемеди Дерала; на албански: Xhabir Memedi Deralla) е албански писател, продуцент и журналист от Северна Македония.

## Биография
Роден е през 1967 година. Следва История на философията в Скопския университет. От 1988 до 2000 г. е журналист и редактор. Работи във вестниците „Млад борец“, „Пулс“ и „Студентски збор“ (1988 - 1993). Редактор на радиопрограми в Канал 4 (1991-1992), Канал 103 (1996), Лайф радио (2006). Програмен директор на Студентското радио (1994-1995). Издател и редактор в първия период след създаването на „Зрак“, съиздател на списанието за общество и политика „Йета“. Редактор в списанието за общество и политика „Форум“ (1997 - 2000). След 2011 г. е политически анализатор на свободна практика, активист за човешки права и експерт в областта на контрола на оръжието. Продуцент на „Мулти-култура фестивал '96“. Лидер и един от основателите на ЦИВИЛ – Център за свобода (1999).